# Хала (планина)
Хала, видоизменено на Хайла, е планина на границата между Косово и Черна гора, част от масива Проклетия. Максимална височина 2403 m. Намира се между каньона Ругова и извора на Ибър.
Богат животински свят – мечки, вълци, лисици и др.